# DJ Magazine
DJ Magazine (còn gọi là DJ Mag) là một tạp chí hàng tháng của Anh dành cho nhạc dance và các DJ. Được thành lập vào năm 1991, tạp chí này đã được chuyển thể để phân phối tại Anh, Mỹ, Tây Ban Nha, Pháp, Ý, Mỹ Latinh, Trung Quốc, Hàn Quốc, Indonesia và Hà Lan.

## Top 100 DJs
Tài sản lớn nhất của tạp chí là danh sách các DJ được yêu thích nhất thế giới, được gọi là Top 100 DJs. Cuộc thăm dò thu hút hơn 1 triệu phiếu bầu vào năm 2015, làm cho nó trở thành cuộc thăm dò âm nhạc lớn nhất thế giới.
Danny Rampling là người chiến thắng đầu tiên được tạp chí xếp hạng là DJ số 1 thế giới vào năm 1991 và vẫn tiếp tục đến năm 1993, tạp chí sau đó đã giới thiệu danh sách Top 100 do nhân viên của mình biên soạn cho đến năm 1996. Một quyết định được đưa ra là để độc giả của tạp chí quyết định họ nghĩ thế nào là DJ hàng đầu thế giới và năm 1997 DJ người Anh Carl Cox là người đầu tiên chiến thắng Top 100 DJs Award (bình chọn). Armin van Buuren hiện đang giữ kỷ lục về tổng số chiến thắng với năm lần và có 4 lần chiến thắng liên tiếp.
Cuộc bầu chọn được tổ chức thường niên tại câu lạc bộ đêm Ministry of Sound ở London. Cuộc bầu chọn năm 2011 được tổ chức bên ngoài Vương quốc Anh, lần đầu tiên trong lịch sử của nó, được tổ chức ở buổi dạ hội Amsterdam. Lễ trao giải năm 2012 và 2013 đã được tổ chức vào ngày 19 tháng 10 tại cùng một sự kiện. Cho đến năm 2002, ba người đứng đầu luôn có ít nhất một DJ người Anh, kể từ năm đó trở đi luôn có ít nhất một DJ Hà Lan có mặt trong top 3. Vào năm 2015, Giải thưởng Top 100 DJs Awards diễn ra vào thời điểm chính của Amsterdam Dance Event. Hơn 40.000 khách đã chứng kiến chiến thắng của Dimitri Vegas & Like Mike. Sau sự kiện tại Amsterdam, bộ đôi DJ đã chiến thắng đã bay đến London để biểu diễn cho chương trình Top 100 DJs London tại Brixton Academy.
Top 100 DJs được coi là rất quan trọng đối với các DJ vì nó ảnh hưởng đến mức độ phổ biến của họ. DJ thường xuyên vận động để khán giả bình chọn cho họ, một quy trình được cho phép bởi tạp chí. DJ người Hà Lan Hardwell đã từng nhảy dù để thực hiện một phần video chiến dịch của anh. David Guetta thường xuyên tạo ra các video hoạt hình cho chiến dịch bỏ phiếu của mình. Dimitri Vegas & Like Mike đã phát hành một bản mix độc quyền cho người hâm mộ trong chiến dịch năm 2015 của anh. Tuy nhiên, đã có những lời chỉ trích về cuộc bình chọn này.

## Những chỉ trích về Top 100 DJs
Top 100 DJs đã bị chỉ trích là bị ảnh hưởng nặng nề bởi sức mạnh tiếp thị của các DJ chứ không phải là từ tài năng của họ. Một bài báo xuất hiện trong ấn bản của Huffington Post đã khám phá tuyên bố này. Nhà báo, Kevin Yu, đã công bố một bài báo vào tháng 7 năm 2013 với tiêu đề "DJMag Top 100 (Marketable DJs)", ông tuyên bố "Trong vài năm qua, DJ Mag đã bị chỉ trích rằng danh sách không phải là một biểu hiện thực sự về tài năng của họ, mà thay vào đó số tiền mà họ có thể chi vào tiếp thị."
Yu hỏi "Danh sách của DJMag đã biến thành một cuộc thi ai phổ biến hơn hay là danh sách DJ tài năng ?". Danh sách này cũng bị chỉ trích vì không phản ánh đa dạng nhưng thể loại nhạc dance và các DJ không chính thống. Một tính năng trong The Guardian trong năm 2010 của nhà báo Ben Child với tựa đề "Cuộc bình chọn hàng đầu của DJ Mag cho chúng tôi biết điều gì về Nhạc dance của Anh ? Không nhiều lắm". Dẫn thêm:
Có điều đáng ngạc nhiên, ít nhất là đối với những người không thích các thể loại chính thống, đó là sự thiếu vắng của các nghệ sĩ từ không thuộc thể loại house và trance trong top 100. Đã có khá nhiều trường hợp như vậy, với Drum ' N 'Bass hay Breakbeat, đôi khi việc này làm cho nó rơi vào tình trạng xuống cấp trong những năm qua, nhưng tình hình năm nay đặc biệt cực đoan. Chỉ có một nghệ sĩ có lối âm nhạc không dựa trên mô hình tiêu chuẩn 4-to-the-floor được thông qua bởi nhạc dance chính thống trong top 100 là Andy C - trong khi anh đã hoạt động trong hơn 15 năm qua.
Khi cuộc bình chọn được công khai, DJ Mag đã không hướng vào bất kì một DJ nổi bật nào.

## Danh sách các DJ của DJ Magazine
Ghi chú: Các nhà báo đã lựa chọn 3 DJ hàng đầu của họ trong những năm 1991-1992, vào ngày 21 tháng 10 năm 1993, cho lần phát hành thứ 100 họ mở rộng bằng cách giới thiệu 100 DJ hàng đầu thế giới - theo quan điểm của tất cả các nhân viên. Năm 1997, tạp chí đã công khai cuộc bình chọn Top 100 DJ để độc giả bình chọn.

### Top 3 DJ

#### 1991–1996
| Top 3 DJs - Voted by DJ Magazine |                |                |                |
| Năm                              | Thứ nhất       | Thứ hai        | Thứ ba         |
| 1991                             | Danny Rampling | Graeme Park    | Mike Pickering |
| 1992                             | Smokin Jo      | không xác định | không xác định |
| 1993                             | Aba Shanti-I   | Alfredo        | Stu Allan      |
| 1995                             | Judge Jules    | không xác định | không xác định |
| 1996                             | Carl Cox       | không xác định | không xác định |

#### 1997–nay
| Top 3 DJs - Voted publicly |                           |                           |                  |
| Năm                        | Thứ nhất                  | Thứ 2                     | Thứ 3            |
| 1997                       | Carl Cox                  | Paul Oakenfold            | Sasha            |
| 1998                       | Paul Oakenfold            | Carl Cox                  | Judge Jules      |
| 1999                       | Paul Oakenfold            | Carl Cox                  | Sasha            |
| 2000                       | Sasha                     | Paul Oakenfold            | John Digweed     |
| 2001                       | John Digweed              | Sasha                     | Danny Tenaglia   |
| 2002                       | Tiësto                    | Sasha                     | John Digweed     |
| 2003                       | Tiësto                    | Paul Van Dyk              | Armin Van Buuren |
| 2004                       | Tiësto                    | Paul Van Dyk              | Armin Van Buuren |
| 2005                       | Paul Van Dyk              | Tiësto                    | Armin Van Buuren |
| 2006                       | Paul Van Dyk              | Armin Van Buuren          | Tiësto           |
| 2007                       | Armin Van Buuren          | Tiësto                    | John Digweed     |
| 2008                       | Armin Van Buuren          | Tiësto                    | Paul Van Dyk     |
| 2009                       | Armin Van Buuren          | Tiësto                    | David Guetta     |
| 2010                       | Armin Van Buuren          | David Guetta              | Tiësto           |
| 2011                       | David Guetta              | Armin Van Buuren          | Tiësto           |
| 2012                       | Armin Van Buuren          | Tiësto                    | Avicii           |
| 2013                       | Hardwell                  | Armin Van Buuren          | Avicii           |
| 2014                       | Hardwell                  | Dimitri Vegas & Like Mike | Armin Van Buuren |
| 2015                       | Dimitri Vegas & Like Mike | Hardwell                  | Martin Garrix    |
| 2016                       | Martin Garrix             | Dimitri Vegas & Like Mike | Hardwell         |
| 2017                       | Martin Garrix             | Dimitri Vegas & Like Mike | Armin van Buuren |

### Top 100 DJs: 2017
- Giải thưởng trao bởi DJ Mag[17]

| Thứ bậc | Tên                       | Quốc tịch                               |
| ------- | ------------------------- | --------------------------------------- |
| 1       | Martin Garrix             | Hà Lan                                  |
| 2       | Dimitri Vegas & Like Mike | Hy Lạp                                  |
| 3       | Armin van Buuren          | Hà Lan                                  |
| 4       | Hardwell                  | Hà Lan                                  |
| 5       | Tiësto                    | Hà Lan                                  |
| 6       | The Chainsmokers          | Hoa Kỳ                                  |
| 7       | David Guetta              | Pháp                                    |
| 8       | Afrojack                  | Hà Lan                                  |
| 9       | Steve Aoki                | Hoa Kỳ                                  |
| 10      | Marshmello                | Hoa Kỳ                                  |
| 11      | Don Diablo                | Hà Lan                                  |
| 12      | KSHMR                     | Hoa Kỳ                                  |
| 13      | Oliver Heldens            | Hà Lan                                  |
| 14      | W&W                       | Hà Lan                                  |
| 15      | Calvin Harris             | Scotland                                |
| 16      | Skrillex                  | Hoa Kỳ                                  |
| 17      | Alan Walker               | Vương quốc Liên hiệp Anh và Bắc Ireland |
| 18      | R3HAB                     | Maroc                                   |
| 19      | Alok                      | Brasil                                  |
| 20      | Dash Berlin               | Hà Lan                                  |
| 21      | Axwell Λ Ingrosso         | Thụy Điển                               |
| 22      | DVBBS                     | Canada                                  |
| 23      | DJ Snake                  | Pháp                                    |
| 24      | Kygo                      | Na Uy                                   |
| 25      | Diplo                     | Hoa Kỳ                                  |
| 26      | Lost Frequencies          | Bỉ                                      |
| 27      | Above & Beyond            | Vương quốc Liên hiệp Anh và Bắc Ireland |
| 28      | Avicii                    | Thụy Điển                               |
| 29      | Zedd                      | Đức                                     |
| 30      | Quintino                  | Hà Lan                                  |
| 31      | Vintage Culture           | Paraguay                                |
| 32      | VINAI                     | Ý                                       |
| 33      | Headhunterz               | Hà Lan                                  |
| 34      | Eric Prydz                | Thụy Điển                               |
| 35      | Bassjackers               | Hà Lan                                  |
| 36      | Blasterjaxx               | Hà Lan                                  |
| 37      | Alesso                    | Thụy Điển                               |
| 38      | Ummet Ozcan               | Thổ Nhĩ Kỳ                              |
| 39      | Fedde Le Grand            | Hà Lan                                  |
| 40      | Angerfist                 | Hà Lan                                  |
| 41      | Wolfpack                  | Bỉ                                      |
| 42      | Nervo                     | Úc                                      |
| 43      | Timmy Trumpet             | Úc                                      |
| 44      | Radical Redemption        | Hà Lan                                  |
| 45      | Major Lazer               | \|                                      |
| 46      | Tujamo                    | Đức                                     |
| 47      | Tom Swoon                 | Ba Lan                                  |
| 48      | KURA                      | Bồ Đào Nha                              |
| 49      | deadmau5                  | Canada                                  |
| 50      | Nicky Romero              | Hà Lan                                  |
| 51      | Paul van Dyk              | Đức                                     |
| 52      | Danny Avila               | Tây Ban Nha                             |
| 53      | Aly & Fila                | Ai Cập                                  |
| 54      | ATB                       | Đức                                     |
| 55      | Yves V                    | Bỉ                                      |
| 56      | Diego Miranda             | Bồ Đào Nha                              |
| 57      | Yellow Claw               | Hà Lan                                  |
| 58      | Miss K8                   | Ukraina                                 |
| 59      | Brennan Heart             | Hà Lan                                  |
| 60      | Mike WIlliams             | Hà Lan                                  |
| 61      | Dannic                    | Hà Lan                                  |
| 62      | Carl Cox                  | Barbados                                |
| 63      | Carl Nunes                | Hoa Kỳ                                  |
| 64      | Lucas & Steve             | Hà Lan                                  |
| 65      | Warface                   | Hà Lan                                  |
| 66      | Galantis                  | Thụy Điển                               |
| 67      | Da Tweekaz                | Na Uy                                   |
| 68      | Jay Hardway               | Hà Lan                                  |
| 69      | Claptone                  | Đức                                     |
| 70      | Martin Jensen             | Đan Mạch                                |
| 71      | Florian Picasso           | Pháp                                    |
| 72      | Vini Vici                 | Israel                                  |
| 73      | Jauz                      | Hoa Kỳ                                  |
| 74      | Cat Dealers               | Brasil                                  |
| 75      | Sam Feldt                 | Hà Lan                                  |
| 76      | Robin Schulz              | Đức                                     |
| 77      | Andy C                    | Vương quốc Liên hiệp Anh và Bắc Ireland |
| 78      | Carnage                   | Hoa Kỳ                                  |
| 79      | Andrew Rayel              | Moldova                                 |
| 80      | Richie Hawtin             | Canada                                  |
| 81      | Solomun                   | Croatia                                 |
| 82      | Steve Angello             | Hy Lạp                                  |
| 83      | Will Sparks               | Úc                                      |
| 84      | Mariana BO                | México                                  |
| 85      | Black Coffee              | Cộng hòa Nam Phi                        |
| 86      | Dillon Francis            | Hoa Kỳ                                  |
| 87      | Flume                     | Úc                                      |
| 88      | Shogun                    | Hoa Kỳ                                  |
| 89      | Alison Wonderland         | Úc                                      |
| 90      | Ferry Corsten             | Hà Lan                                  |
| 91      | Maceo Plex                | Hoa Kỳ                                  |
| 92      | Carta                     | Trung Quốc                              |
| 93      | Quentin Mosimann          | Thụy Sĩ                                 |
| 94      | Julian Jordan             | Hà Lan                                  |
| 95      | Tchami                    | Pháp                                    |
| 96      | Porter Robinson           | Hoa Kỳ                                  |
| 97      | Paul Kalkbrenner          | Đức                                     |
| 98      | DJ L                      | Trung Quốc                              |
| 99      | Swanky Tunes              | Nga                                     |
| 100     | Disclosure                | Vương quốc Liên hiệp Anh và Bắc Ireland |

### Top 100 Clubs
Ghi chú:Ghi chú: DJ Mag cũng tổ chức một cuộc thăm dò khác hàng năm được gọi là Top 100 Clubs.
Top 3 Clubs 2006–nay
| DJ Mag top Clubs |              |              |              |
| Năm              | Thứ nhất     | Thứ hai      | Thứ Ba       |
| 2006             | Fabric       | The End      | Turnmills    |
| 2007             | Space        | Fabric       | Pacha        |
| 2008             | Fabric       | Space        | Amnesia      |
| 2009             | Berghain     | Fabric       | Space        |
| 2010             | Sankeys      | Fabric       | Amnesia      |
| 2011             | Space        | Fabric       | Green Valley |
| 2012             | Space        | Green Valley | Pacha        |
| 2013             | Green Valley | Space        | Pacha        |
| 2014             | Space        | Green Valley | Pacha        |
| 2015             | Green Valley | Space        | Hakkasan     |
| 2016             | Space        | Green Valley | Amnesia      |
| 2017             | Space        | Fabric       | Green Valley |

## Giải thưởng
- IDMA Best Music Publication 2003[19]
- IDMA Best Music Publication 2004[20]
- IDMA Best Music Publication 2005[21]
- IDMA Best Music Publication 2006[22]
- IDMA Best Music Publication 2007[23]
- IDMA Best Music Publication 2008[24]
- IDMA Best Music Publication 2009[25]
- IDMA Best Music Publication 2010[26]
- IDMA Best Music Publication 2011[27]
- IDMA Best Music Publication 2012[28]
- IDMA Best Music Publication 2013[29]
- IDMA Best Music Publication 2014[30]
- IDMA Best Music Publication 2015[31]